# Savalen
Savalen ist ein norwegischer Binnensee, der in den Kommunen Tynset und Alvdal in Innlandet liegt und auch ein Ort an diesem See.
Der See ist reguliert und wird vom Savalen-Kraftwerk (62 MW) als Reservoir genutzt.
Der am Seeufer gelegene Ort Savalen ist einer der größten Erholungsorte der Region. Das Savalen Fjellhotel liegt an seinem nordöstlichen Ende. Die Kunsteisbahn in der Nähe des Hotels wurde durch mehrere Weltrekorde und norwegische Rekorde, unter anderem durch Frode Rønning, Jan Egil Storholt, Rolf Falk-Larssen und Johann Olav Koss, bekannt. Außerdem gibt es alpine Skipisten mit zwei Liften, einem Skistadion und eine Rollskiloipe.
Das norwegische Schriftstellerpaar Arne und Hulda Garborg wohnte von 1886 bis 1896 in einer Hütte in Kolbotnen am Savalensee. Hier verfasste Arne Garborg seine Briefsammlung, die Kolbotnenbriefe, die 1890 veröffentlicht wurden.